# Col de Portet
Ne doit pas être confondu avec Col de Portet-d'Aspet.
Le col de Portet — ou col du Portet, d'après l'usage et la signalisation routière — est un col de montagne français situé dans les Pyrénées dans le département des Hautes-Pyrénées et la région Occitanie. Le versant oriental se situe au cœur de la station de ski de Saint-Lary et abrite l'hiver le snowpark de la station. En été, il constitue l'une des portes d'entrées vers le massif du Néouvielle et le parc national des Pyrénées pour les randonneurs. Il est notamment le point de départ d'un sentier vers le refuge du Bastan.

## Toponymie
Le nom de ce col serait en fait un toponyme pléonastique de type « col du col », sans autre signification particulière.

## Géographie
Le sentier de grande randonnée 10 passe au col.

## Tour de France
Après plusieurs arrivées au Pla d'Adet, une arrivée au col de Portet est envisagée par la ville de Saint-Lary-Soulan dès la fin des années 1970. Cette arrivée au col de Portet est finalement planifiée et officiellement annoncée en octobre 1981 lors de la présentation du parcours du Tour de France 1982, étant alors présentée comme particulièrement difficile et la plus haute de l'histoire du Tour. Mais à la suite d'un désaccord avec la municipalité de Vielle-Aure — dont une partie du territoire se situe à la limite du col — l'arrivée prévue est annulée à la fin du mois de mai 1982, ayant pour conséquence un changement de parcours dans les derniers kilomètres de l'étape et une nouvelle arrivée au Pla d'Adet.
Ce n'est que 36 ans plus tard que l'ascension du col est pour la première fois concrètement effectuée par les coureurs du Tour. Elle est présentée comme la nouveauté majeure du Tour de France 2018 en étant l'arrivée de la 17e étape. À cette occasion, les derniers kilomètres de l'ascension sont préalablement bitumés. C'est le Colombien Nairo Quintana qui s'impose au sommet de ce col classé hors catégorie. Le col de Portet accueille ensuite le 14 juillet 2021 l'arrivée de la 17e étape du Tour de France 2021, remportée par le maillot jaune Tadej Pogačar.
| Année | Étape | Versant | Catégorie | 1er au sommet  |
| ----- | ----- | ------- | --------- | -------------- |
| 2021  | 17e   | Est     | HC        | Tadej Pogačar  |
| 2018  | 17e   | Est     | HC        | Nairo Quintana |